# Cabin Fever 2: Spring Fever
Cabin Fever 2: Spring Fever (também conhecido como Cabin Fever 2 ou Cabin Fever: Spring Fever) (Brasil: Cabana do Inferno 2 ) é um filme de terror produzido nos Estados Unidos, dirigido por Ti West e lançado em 2009.
Foi lançado no Brasil diretamente em DVD no dia 25 de março de de 2010.